# 第5特科隊
第5特科隊（だいごとっかたい、JGSDF 5th Artillery Unit）は、陸上自衛隊帯広駐屯地（北海道帯広市）に駐屯する第5旅団隷下の野戦特科部隊である。

## 沿革
第5特科連隊
- 1954年（昭和29年）
  - 9月25日：部隊編成。

  1. 連隊本部、本部中隊、第2大隊、第4大隊が第1特科群を母体として北千歳駐屯地において編成。
  2. 第1大隊として第2特科連隊第1大隊（帯広駐屯地）を編入。
  3. 第3大隊として第2特科連隊第3大隊（美幌駐屯地）を編入。
  4. 第5大隊が第2特科連隊第5大隊を母体として旭川駐屯地において編成。

  - 10月15日：第5特科連隊（第1、第3、第5大隊欠）が北千歳駐屯地から東千歳駐屯地に移駐。
  - 10月19日：第5大隊が旭川駐屯地から東千歳駐屯地に移駐。
- 1957年（昭和32年）11月15日：連隊本部、本部中隊および第4大隊が東千歳駐屯地から帯広駐屯地に移駐。
- 1960年（昭和35年）2月22日：第2大隊（北千歳駐屯地）が第7特科連隊に編入。第7特科連隊第1大隊（真駒内駐屯地）が第2大隊として編入。
- 1961年（昭和36年）
  - 8月26日：第2大隊（真駒内駐屯地）を第11特科連隊の編成要員として第7特科連隊に編入。第5大隊が東千歳駐屯地から帯広駐屯地に移駐。
  - 9月11日：連隊を再編成。
- 1962年（昭和37年）1月18日：第5師団改編に伴い、第4大隊が第5大隊に、第5大隊が第6大隊に改編。新たに第2大隊、第3大隊を新編。
- 1972年（昭和47年）3月24日：第6大隊に35mm2連装高射機関砲 L-90が配備。
- 1980年（昭和55年）3月25日：
  1. 本部中隊情報小隊を改編し、情報中隊を新編。
  2. 第5大隊に多連装ロケット中隊（75式130mm自走多連装ロケット弾発射機装備）を新編。
  3. 75式自走155mmりゅう弾砲を配備。
- 1984年（昭和59年）3月26日：75式自走155mmりゅう弾砲が完全充足。
- 1986年（昭和61年）7月7日：第6大隊に81式短距離地対空誘導弾が配備。
- 1987年（昭和62年）3月26日：第6大隊に81式短距離地対空誘導弾が増備され、M51 75mm高射砲が廃止。
- 1989年（平成元年）3月24日：第6大隊（高射特科）が第5高射特科大隊として分離独立し、師団直轄となる。
- 2004年（平成16年）3月28日：第5特科連隊が廃止。

第5特科隊
- 2004年（平成16年）3月29日：第5師団の旅団に伴う改編。

1. 第5特科隊へ第5特科連隊から縮小し新編。
2. 第4射撃中隊を即応予備自衛官を含むコア部隊に編成。
3. 後方支援体制変換に伴い、整備部門を第5後方支援隊第2整備中隊特科直接支援小隊へ移管。

- 2011年（平成23年）4月22日：第4射撃中隊（コア部隊）を廃止｡

## 部隊編成
- 第5特科隊本部
- 本部管理中隊「5特-本」：76式対砲レーダ装置 JMPQ-P7、82式指揮通信車
- 第1射撃中隊「5特-1」：99式自走155mmりゅう弾砲、99式弾薬給弾車
- 第2射撃中隊「5特-2」：99式自走155mmりゅう弾砲、99式弾薬給弾車
- 第3射撃中隊「5特-3」：99式自走155mmりゅう弾砲、99式弾薬給弾車

第5特科連隊　廃止時の編成
※2004年（平成16年）3月28日第5特科連隊本部
- 本部中隊「5特-本」
- 情報中隊「5特-情」
- 第1特科大隊
  - 第1特科大隊本部
  - 本部管理中隊「5特-1-本」
  - 第1射撃中隊「5特-1-1」
  - 第2射撃中隊「5特-1-2」
- 第2特科大隊
  - 第2特科大隊本部
  - 本部管理中隊「5特-2-本」
  - 第3射撃中隊「5特-2-3」
  - 第4射撃中隊「5特-2-4」
- 第3特科大隊（美幌駐屯地）
  - 第3特科大隊本部
  - 本部管理中隊「5特-3-本」
  - 第5射撃中隊「5特-3-5」
  - 第6射撃中隊「5特-3-6」
- 第5特科大隊
  - 第5特科大隊本部
  - 本部管理中隊「5特-5-本」
  - 第9射撃中隊「5特-5-9」
  - 第10射撃中隊「5特-5-10」
  - 第11射撃中隊「5特-5-11」
- 多連装ロケット中隊「5特-多」

## 整備支援部隊
- 第5後方支援隊第2整備中隊特科直接支援小隊「5後支-2整」：2004年（平成16年）3月29日から

## 主要幹部
| 官職名      | 階級    | 氏名     | 補職発令日     | 前職              |
| ----------- | ------- | -------- | -------------- | ----------------- |
| 第5特科隊長 | 1等陸佐 | 二田宗介 | 2025年03月17日 | 第5旅団司令部勤務 |

| 代 | 氏名     | 在職期間                        | 前職                                    | 後職                                               |
| -- | -------- | ------------------------------- | --------------------------------------- | -------------------------------------------------- |
| 01 | 稲永一衛 | 1954年09月25日 - 1956年11月18日 | 陸上自衛隊高射学校付                    | 陸上自衛隊富士学校特科部副部長                     |
| 02 | 隈元義徳 | 1956年11月19日 - 1958年07月31日 | 第5特科連隊副連隊長                     | 防衛大学校教授                                     |
| 03 | 佐藤公夫 | 1958年08月01日 - 1961年02月28日 | 第3特科群副群長 兼 別府駐とん地業務隊長 | 自衛隊山口地方連絡部長                             |
| 04 | 今西一典 | 1961年03月01日 - 1963年03月15日 | 陸上幕僚監部第3部勤務                   | 陸上自衛隊富士学校研究部第3課長                    |
| 05 | 山内重安 | 1963年03月16日 - 1965年03月15日 | 陸上幕僚監部第2部保全班長 兼 地誌班長   | 西部方面総監部第2部長                              |
| 06 | 栄藤聖   | 1965年03月16日 - 1967年03月15日 | 東北方面総監部第3部勤務                 | 陸上自衛隊富士学校研究部第3課長                    |
| 07 | 斎藤鎮男 | 1967年03月16日 - 1968年07月15日 | 陸上自衛隊幹部学校学校教官              | 陸上幕僚監部付                                     |
| 08 | 池田利信 | 1968年07月16日 - 1970年07月15日 | 陸上自衛隊幹部学校教育部教務課長        | 陸上自衛隊少年工科学校生徒隊長                     |
| 09 | 鎌田誠喜 | 1970年07月16日 - 1972年07月16日 | 陸上幕僚監部幕僚庶務室付幹部            | 陸上自衛隊富士学校特科教育部副部長 兼 同部教務課長 |
| 10 | 武田悦光 | 1972年07月17日 - 1974年07月15日 | 第6師団司令部第3部長                    | 陸上自衛隊富士学校勤務                             |
| 11 | 上田義博 | 1974年07月16日 - 1976年08月01日 | 陸上幕僚監部総務課総括班長              | 陸上自衛隊業務学校人事教育部長                     |
| 12 | 大塚卓衛 | 1976年08月02日 - 1979年03月15日 | 陸上自衛隊富士学校学校教官              | 東部方面総監部付                                   |
| 13 | 吉森基   | 1979年03月16日 - 1981年03月15日 | 陸上自衛隊富士学校特科部研究課長        | 陸上自衛隊幹部学校主任研究開発官                   |
| 14 | 石崎克孝 | 1981年03月16日 - 1983年03月15日 | 陸上自衛隊調査学校学校教官              | 陸上自衛隊調査学校学校教官                         |
| 15 | 池野萬   | 1983年03月16日 - 1985年03月15日 | 陸上幕僚監部調査部調査第2課 調査第1班長 | 第1師団司令部幕僚長                                |
| 16 | 青木宜吉 | 1985年03月16日 - 1987年03月15日 | 東北方面総監部調査部調査課長            | 陸上自衛隊富士学校特科部教育課長                   |
| 17 | 西島恒郎 | 1987年03月16日 - 1989年03月15日 | 東北方面総監部人事部人事課長            | 陸上自衛隊富士学校特科部教育課長                   |
| 18 | 中川治郎 | 1989年03月16日 - 1991年03月31日 | 中部方面総監部人事部人事課長            | 陸上自衛隊業務学校人事教育部長                     |
| 19 | 田尻一實 | 1991年04月01日 - 1994年03月31日 | 第1特科団本部高級幕僚                   | 練馬駐屯地業務隊長                                 |
| 20 | 三谷正洋 | 1994年04月01日 - 1996年11月30日 | 統合幕僚会議事務局第3幕僚室勤務         | 陸上自衛隊幹部学校主任教官                         |
| 21 | 赤瀬良二 | 1996年12月01日 - 1999年07月31日 | 第1特科団本部高級幕僚                   | 陸上自衛隊富士学校特科部教育課長                   |
| 22 | 壇則行   | 1999年08月01日 - 2002年03月31日 | 陸上自衛隊富士学校主任教官              | 第3教育団副団長                                    |
| 23 | 日高政広 | 2002年04月01日 - 2003年06月30日 | 陸上幕僚監部防衛部防衛課 編成班長       | 陸上幕僚監部人事部厚生課長                         |
| 末 | 會川雅行 | 2003年07月01日 - 2004年03月28日 | 陸上自衛隊富士学校学校教官              | 第5特科隊長                                        |

| 代 | 氏名     | 在職期間                        | 前職                             | 後職                                |
| -- | -------- | ------------------------------- | -------------------------------- | ----------------------------------- |
| 01 | 會川雅行 | 2004年03月29日 - 2006年08月03日 | 第5特科連隊長                    | 東北方面総監部調査部資料課長        |
| 02 | 森合基   | 2006年08月04日 - 2008年11月30日 | 第10師団司令部第4部長            | 日本原駐屯地業務隊長                |
| 03 | 牛島弘樹 | 2008年12月01日 - 2010年03月25日 | 陸上自衛隊幹部学校学校教官       | 中央即応集団司令部報道官            |
| 04 | 松尾幸成 | 2010年03月26日 - 2012年03月29日 | 陸上自衛隊幹部学校付             | 第1師団司令部第3部長                |
| 05 | 藤本啓一 | 2012年03月30日 - 2014年07月31日 | 第1特科団本部高級幕僚            | 統合幕僚学校教育課研究室 主任研究官 |
| 06 | 星野浩幸 | 2014年08月01日 - 2017年03月22日 | 東北方面総監部総務部総務課長     | 自衛隊長野地方協力本部長            |
| 07 | 岩村福雄 | 2017年03月23日 - 2019年03月25日 | 東北方面総監部人事部募集課長     | 第4師団司令部火力調整部長           |
| 08 | 陳之内宏 | 2019年03月26日 - 2021年03月14日 | 中部方面総監部総務部広報室長     | 第6師団司令部火力調整部長           |
| 09 | 石崎美生 | 2021年03月15日 - 2023年03月12日 | 陸上自衛隊開発実験団本部総務科長 | 第6師団司令部火力調整部長           |
| 10 | 栁原秀親 | 2023年03月13日 - 2025年03月16日 | 陸上自衛隊教育訓練研究本部       | 九州防衛局防衛補佐官                |
| 11 | 二田宗介 | 2025年03月17日 -                | 第5旅団司令部勤務                |                                     |

## 主要装備
- 99式自走155mmりゅう弾砲
- 99式弾薬給弾車
- 76式対砲レーダ装置 JMPQ-P7
- 82式指揮通信車
- 1/2tトラック / 73式小型トラック
- 1 1/2tトラック / 73式中型トラック
- 3 1/2tトラック / 73式大型トラック
- 89式5.56mm小銃

## 警備隊区
陸別町、足寄町、音更町、池田町、本別町